# Lepidepecreella bidens
Lepidepecreella bidens är en kräftdjursart som beskrevs av K. H. Barnard 1930. Lepidepecreella bidens ingår i släktet Lepidepecreella och familjen Lysianassidae. Inga underarter finns listade i Catalogue of Life.